# سودرهاشتدت
سودرهاشتدت (به آلمانی: Süderhastedt) یک شهر در آلمان است که در دیمارشن واقع شده‌است. سودرهاشتدت ۸۷۸ نفر جمعیت دارد.